# Wohnraummangel

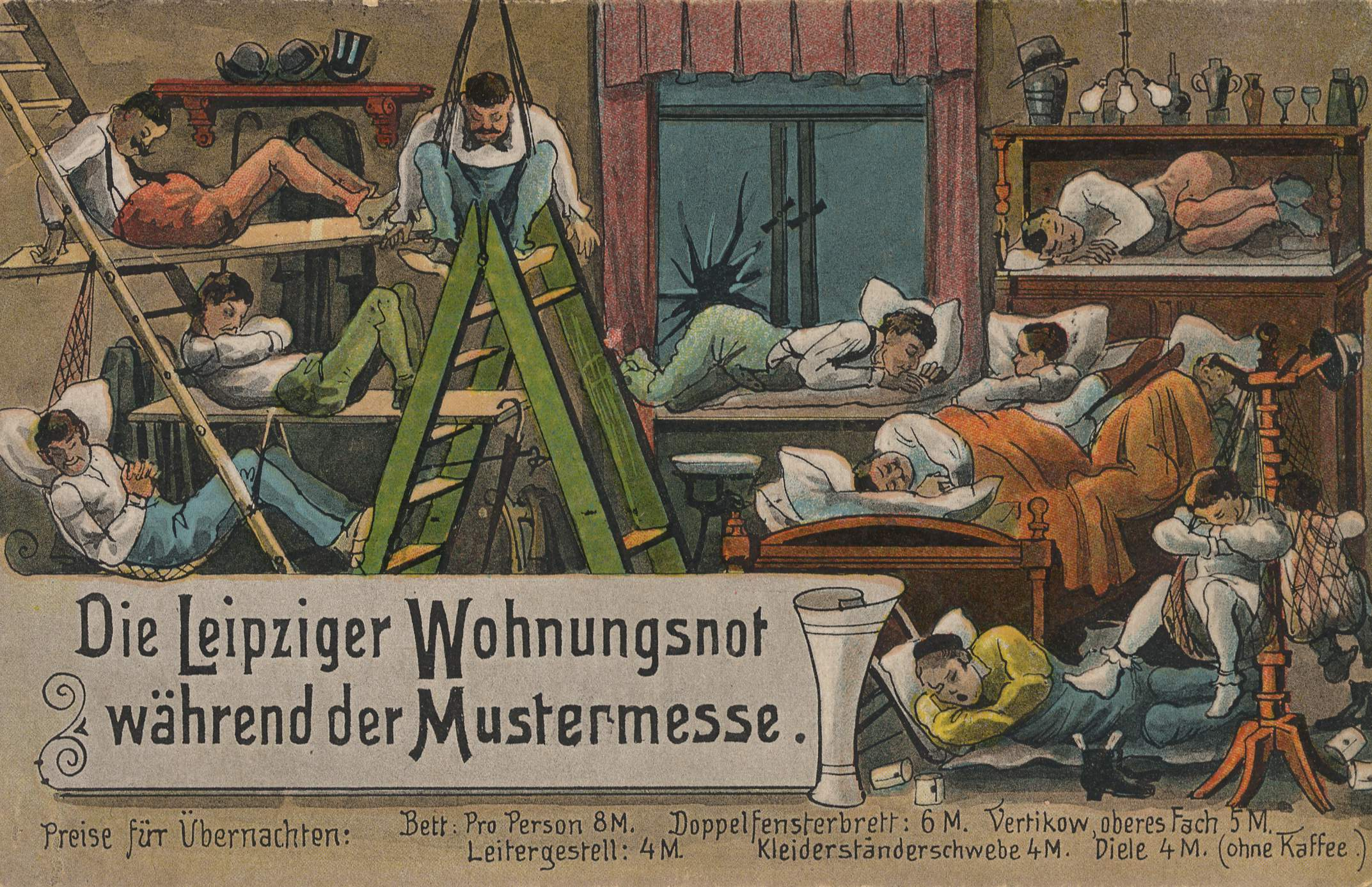
Ansichtskarte zur Wohnungsnot in Leipzig (um 1900)

Wohnraummangel (auch Wohnungsmangel, Wohnungsnot) liegt auf dem Wohnungsmarkt vor, wenn das Angebot an Wohnungen deutlich geringer ist als die Nachfrage. Folge ist die Steigerung der Mietpreise bzw. der Kaufpreise für Wohnimmobilien. Gegensatz ist die Situation des Leerstands von Wohnungen.
Ein Marktgleichgewicht auf dem Wohnungsmarkt liegt vor, wenn das Angebot an Wohnungen genau der Nachfrage entspricht, was zu einem stabilen  Marktpreis führt. Wohnraummangel bedeutet, dass dieses Gleichgewicht gestört ist, weil es nicht genügend Wohnungen für die Nachfrage gibt. Diese Knappheit kann sich auf verschiedene Arten von Wohnungen, wie Sozialwohnungen oder Luxuswohnungen beschränken. Wohnraummangel kann regional begrenzt auftreten, beispielsweise häufiger in West- als in Ostdeutschland oder in Großstädten oder Ballungszentren. Auch wenn landesweit genug Wohnungen vorhanden sein können, führt dennoch eine steigende Nachfrage in einer Region zu einem lokalen Mangel, da Wohnungen ein immobiles Gut sind und einer regional wachsenden Nachfrage nicht folgen können. Auch konkurrierende Nutzungsarten – zum Beispiel Wohnen, Gewerbebetrieb, Ladengeschäft – müssen  berücksichtigt werden.

## Geschichte

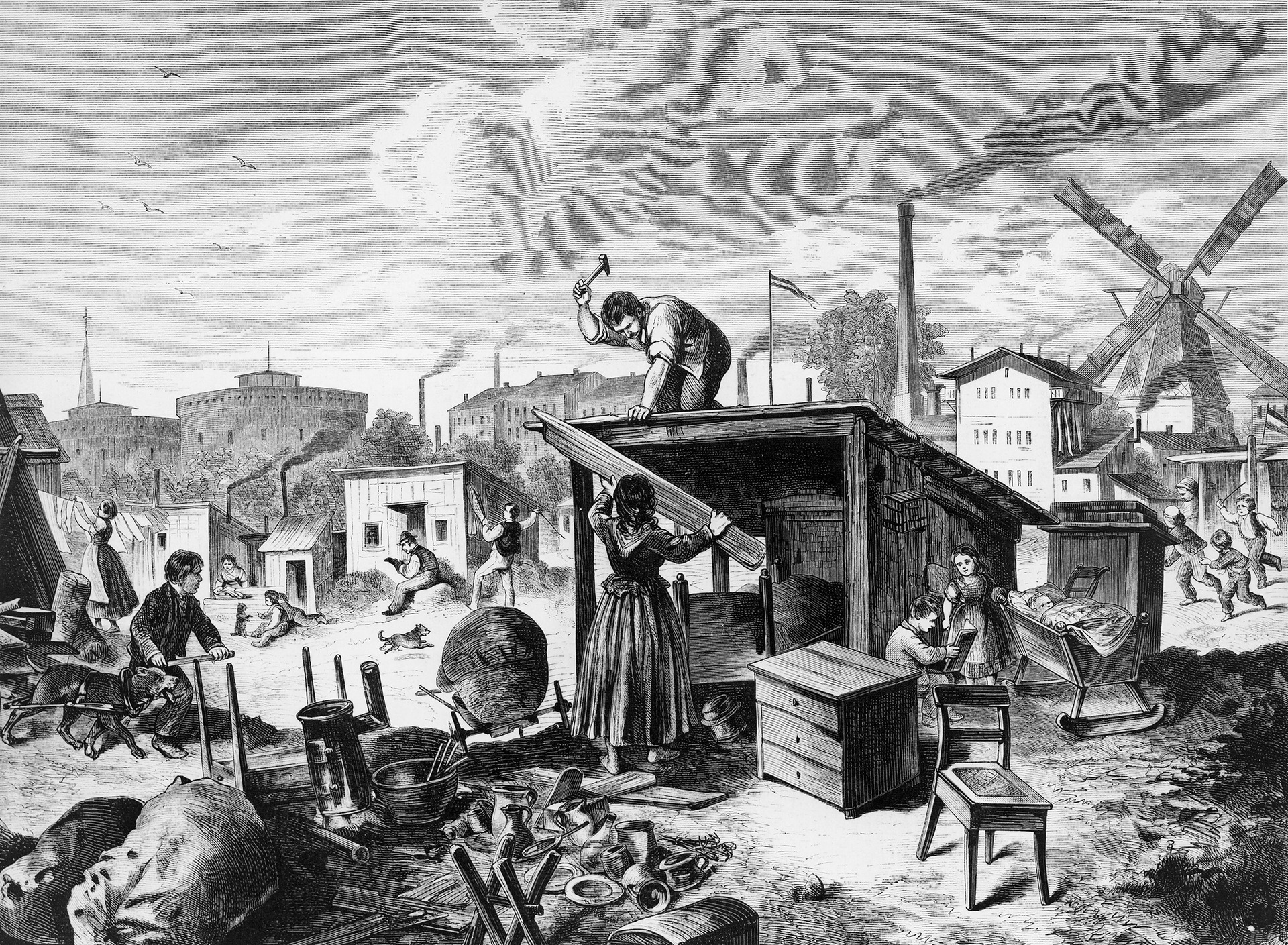
Die Obdachlosenbaracken in Berlin 1872, Holzstich nach einer Zeichnung von Georg Koch

In vielen mittelalterlichen Städten war Wohnraummangel ein permanentes Problem, auch weil Baugrund in ummauerten Städten nur begrenzt zur Verfügung stand. In der frühen Neuzeit durfte häufig aus militärischen Gründen nicht außerhalb der Befestigungsanlagen – im Festungsrayon – gebaut werden, sodass sich die Städte innerhalb immer weiter verdichteten. Die Industrialisierung des 19. Jahrhunderts führte dann zu einem starken Städtewachstum (Urbanisierung), verbunden mit Landflucht und dem Heranwachsen von Slums und Mietskasernen in den Vorortbereichen von Städten in England und anderen Industrieregionen. Auch die Bevölkerung insgesamt wuchs in jener Zeit in den meisten Ländern Europas stark, da im Rahmen des demographischen Übergangs die Sterberaten sanken während Geburtenraten hoch blieben.  Wohnraummangel war folglich ein zentrales Problem des aufkommenden Pauperismus und wurde beispielsweise auch von Künstlern wie Heinrich Zille thematisiert. Ein Phänomen dieser Zeit waren auch Schlafgänger, die nur stundenweise ein Bett anmieten konnten.
Die Sozialreformatorische Bewegung des ausgehenden 19. Jahrhunderts sah in den unzureichenden Wohnverhältnissen breiter Bevölkerungsteile einen unhaltbaren Zustand. Hintergrund war das anhaltende Wohnungselend in der Kaiserzeit insbesondere in den Arbeitervierteln. Mit Protesten bis hin zum Mietstreik oder gegen Zwangsräumungen war im Umfeld der Arbeiterbewegung immer wieder die Forderung nach gesundem und bezahlbarem Wohnraum artikuliert worden. Eine Reaktion war die Gründung erster Wohnungsbaugenossenschaften. Die erste Baugenossenschaft wurde 1862 in Hamburg-Steinwerder gegründet; die älteste, noch heute bestehende Baugenossenschaft ist die Münchener, die 1871 errichtet wurde. Die Wohnungsnot trug immer wieder zu Protesten bei, so auch im Juli 1872 bei den sogenannten Blumenstraßenkrawallen in Berlin.

### Ab dem 20. Jahrhundert
In der Weimarer Republik begann der Soziale Wohnungsbau, um den noch immer grassierenden Wohnraummangel in den Großstädten abzumildern. In den 1920er-Jahren entstanden in vielen deutschen Städten neue Siedlungen, die insbesondere Bevölkerungsgruppen mit kleinem Einkommen ein gesundes Wohnumfeld bieten sollte.

Der tendenziell knappe Wohnraum löste immer wieder Mietpreisbindungen aus. Die erste staatliche Preisbindung der Miete erfolgte durch das Reichsmietengesetz vom März 1922, im Oktober 1936 wurden von den Nationalsozialisten ein Mietpreisstopp verhängt und weitere Mietpreisbehörden eingerichtet.

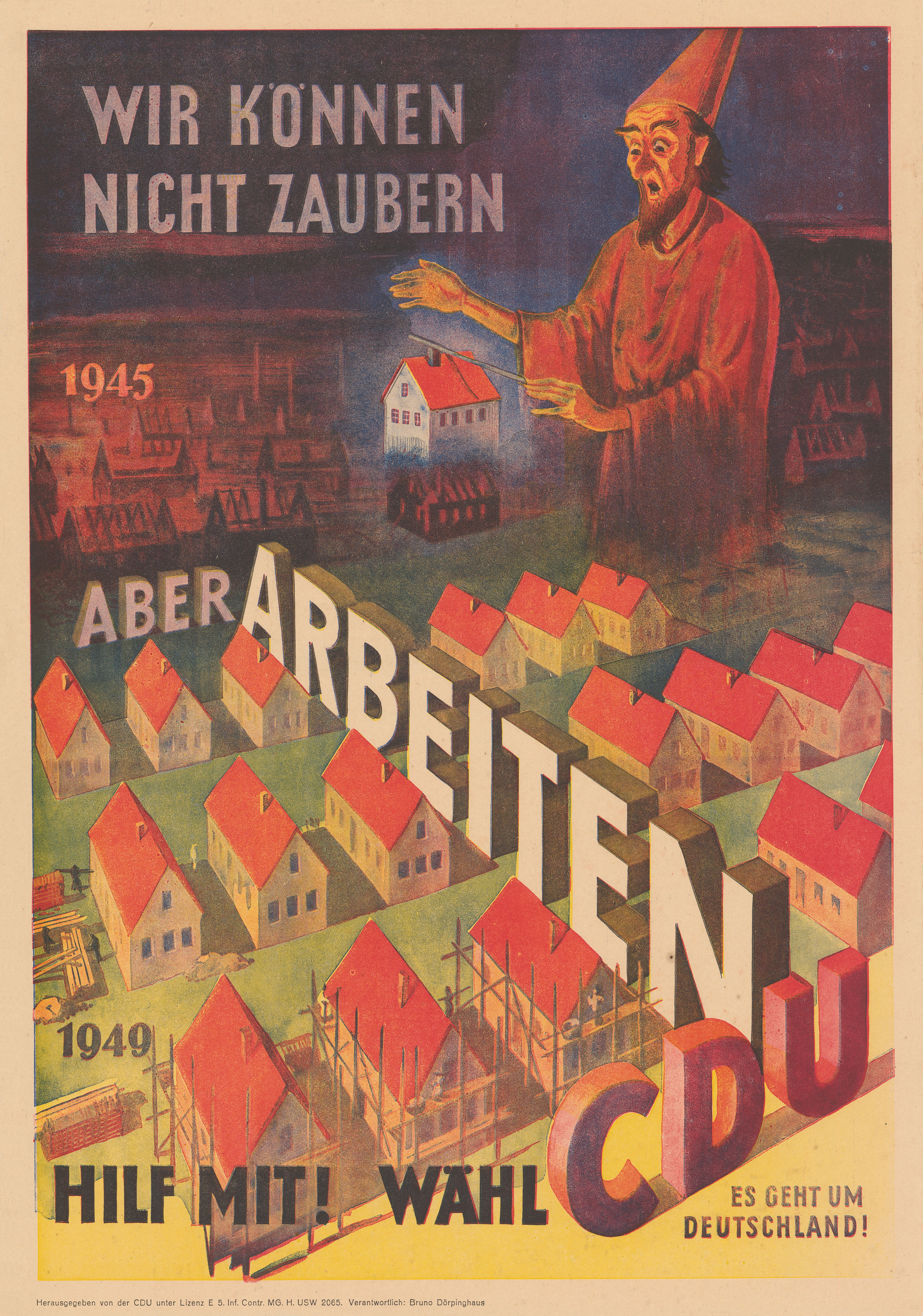
Wohnungsmangel als Wahlkampfthema zur ersten Bundestagswahl

Zu einer erneuten Verschärfung kam es durch die Zerstörungen des Zweiten Weltkrieges sowie durch den Zustrom von Heimatvertriebenen aus den ehemaligen deutschen Ostgebieten. Der Wiederauf- und Neubau von Wohnraum stellte eine der größten Herausforderungen der Nachkriegszeit in Deutschland dar. Die Ausgangslage nach dem Zweiten Weltkrieg war dabei durch traditionell einfache Wohnbedingungen, umfangreiche Zerstörungen und die Notwendigkeit geprägt, Flüchtlinge zu versorgen. In Westdeutschland wurde auf den Wohnraummangel mit massivem Sozial- und Mietwohnungsbau sowie der Unterstützung von Wohneigentumsbildung reagiert. Der Wohnungsbau der Nachkriegszeit wurde vorwiegend durch Finanzhilfen im sozialen Wohnungsbau sowie günstige Kredite der öffentlichen Hand (z. B. über die staatliche KfW) angeregt. Ferner wurde der Wiederaufbau über die Steuergesetzgebung unterstützt. Später flankierten subjektbezogene Wohngeldzahlungen die Wohnungspolitik, und die Finanzierung wurde durch anteilige Kapitalmarktmittel und steuerliche Begünstigungen der Eigenkapitalseite ergänzt. Die großangelegten Wohnungsbauprogramme zwischen 1950 und 1990 beseitigten den Wohnraummangel in Deutschland weitgehend.
Im Juni 1960 sorgte der damalige Wohnungsbauminister Paul Lücke durch das „Gesetz über den Abbau der Wohnungszwangswirtschaft“ für die Beseitigung der Wohnungszwangswirtschaft („Lücke-Plan“) und die Aufhebung der Mietpreisbindung. Es sollte die akute Wohnungsnot beseitigen, indem es auch steuerlich den Bau von familiengerechten Eigenheimen förderte. Von 1963 bis 1965 bauten in Zusammenhang mit dem „Lücke-Plan“ und der damit verbundenen teilweisen Aufhebung des Mieterschutzes zahlreiche Gemeinden neue Obdachlosenunterkünfte im Schlichtwohnungsbau. Ab August 1963 durften die Vermieter in Westdeutschland ihre Mietforderung „angemessen“ bis zu einem Höchstsatz von 25 Prozent erhöhen, ab 1964 gab es auch für Altbaumieten keine Höchstgrenzen mehr.
Die These, dass ein Abbau von Mieterschutzmaßnahmen die Wohnungsbauinvestitionen förderte, konnte allerdings empirisch nicht nachgewiesen werden. In jeder Periode gebe es andere Variablen, die für Veränderungen im freifinanzierten Mietwohnungsbau allein ausschlaggebend sein können. Der zeitliche Zusammenhang von Mietrechtsänderungen der Nachkriegszeit mit dem Verlauf von Wohnungsbauinvestitionen zeige, dass es fehlgeleitet sei, bspw. den Bauboom zwischen 1970 und 1974 als Auswirkung des damaligen Abbaugesetzes darzustellen. Dann bleibe nämlich das niedrige Niveau des Wohnungsbaus in den Jahren 1968 bis 1970 unerklärlich. Ähnliches gilt für den darauf folgenden Rückgang des Wohnungsbaus ab 1974. Das Wohnraumkündigungsschutzgesetz wurde bereits 1971 bis 1974 eingeführt. Deshalb ließe sich der behauptete Einfluss des Mieterschutzes als Ursache des Rückgangs empirisch nicht belegen.
International lassen sich seit etwa 1950 in den Großstädten der Entwicklungs- und Schwellenländer ähnliche Entwicklungen beobachten wie im Europa des 19. Jahrhunderts mit der Entstehung von Slums und der Überbelegung des vorhandenen Wohnraums. Auch in entwickelten Ländern gibt es Stadtregionen mit extremem Wohnraummangel, etwa San Francisco oder Hongkong. Dort spielt auch die beengte Topografie in Insel- bzw. Halbinsellage eine Rolle.

### Ab dem 21. Jahrhundert
Durch verstärkten Zuzug in die prosperierenden Ballungsgebiete seit 2010 wird Wohnraummangel in einigen deutschen Großstädten wieder zum Problem. Andererseits wird aufgrund des demografischen Wandels in einigen ländlichen Regionen in Deutschland Leerstand zu einem wachsenden Phänomen.
Sonderformen von Wohnraummangel können auftreten, wenn zwar an sich ausreichend Wohnungen vorhanden sind, diese aber dem regulären Wohnmarkt dauerhaft entzogen werden. Beispiele hierfür fanden sich zum einen in realsozialistischen Systemen mit staatlich festgelegten Mieten unterhalb der Kostendeckung, die in Verbindung mit Materialmangel dazu führten, dass vorhandene Wohnungen nicht mehr in bewohnbarem Zustand gehalten werden konnten und verfielen. Ein anderes Beispiel sind Ferienregionen (besonders in Insellage), wo viele Wohnungen in Ferienwohnungen umgewandelt oder direkt als solche gebaut wurden, sodass beispielsweise einheimisches Servicepersonal verdrängt wird und von massiven Mietsteigerungen betroffen ist. Seit etwa 2010 weitet sich dieses Problem mit der Verbreitung von Diensten wie Airbnb auch auf viele Metropolen wie Amsterdam oder Barcelona aus. In London und einigen anderen westlichen Finanzplätzen spielt auch die weite Verbreitung ungenutzter Zweitwohnsitze eine Rolle, die von reichen Privatleuten aus instabilen Ländern gehalten werden, sei es zur Geldwäsche oder als Absicherung und Zufluchtsort bei Problemen im Heimatland.

## Rechtsfragen
Wohnungsknappheit ist ein soziales Problem, das häufig breite Bevölkerungsschichten trifft. Deshalb greift der Gesetzgeber durch Einführung oder Verschärfung des Mieterschutzes ein, Mietervereine nehmen die Interessen der Mieter wahr und sind im Dachverband des Deutschen Mieterbunds als Interessenverband zusammengeschlossen.
Wegen der sozialen Bedeutung ist die Wohnungsmiete im BGB stärker reglementiert als die übrigen Mietverhältnisse. Das deutsche Mietrecht betont deshalb den Mieterschutz. Dazu gehört insbesondere das Recht auf Mietminderung bei einem Mangel (§ 536 Abs. 1 BGB), Begrenzung der Mietkaution auf das Dreifache der Miete (§ 551 BGB), Unwirksamkeit einer Vertragsstrafe (§ 555 BGB), Mietpreisbindung für Gebiete mit einem angespannten Wohnungsmarkt auf 10 % über der ortsüblichen Vergleichsmiete (§ 556d BGB), Mieterhöhung nur bis zur ortsüblichen Vergleichsmiete (§ 558 BGB), der Mietspiegel als Vergleichsgrundlage (§ 558c BGB), begrenzte Mieterhöhungen nach Modernisierungsmaßnahmen (§ 559 BGB) sowie Kündigungsfristen.
Seit Juni 2015 ist das als Mietpreisbremse bekannte Mietrechtsnovellierungsgesetz in Kraft, wonach in einem so genannten „angespannten Wohnungsmarkt“ die verlangte Miete höchstens 10 % über der ortsüblichen Vergleichsmiete liegen darf (§ 556d BGB).

## Wirtschaftliche Aspekte
Ursache des Wohnraummangels ist aus volkswirtschaftlicher Sicht, dass die Wohnungsnachfrage steigt (Nachfrageüberhang), während das Wohnungsangebot stagniert oder sogar abnimmt (Knappheit):
- Die Wohnungsnachfrage steigt etwa durch Bevölkerungszuwachs (höhere Geburtenrate, sinkende Sterberate, Zuwanderung) oder soziodemografische Effekte (Heranwachsende ziehen früher bei den Eltern in eigene Wohnungen aus, Überalterung führt zur „Blockade“ von Wohnungen).
- Das Wohnungsangebot nimmt ab durch Abriss ohne Wiederaufbau oder Zweckentfremdung von Wohnraum als Ferienwohnungen.
- Gründe für die Stagnation des Wohnungsangebots können in der Bauwirtschaft (beispielsweise zu geringe Kapazitäten durch Fachkräftemangel) oder bei den Bauherren zu finden sein (zu geringe Mietrendite, staatliche Marktregulierung etwa durch Mietpreisbindung, Leerstand, Furcht vor Mietnomaden, keine staatliche Wohnungsbaugesellschaft). Das Wohnungsangebot kann nur mittelfristig gesteigert werden, weil der Zeitraum zwischen Bauantrag und Bezugsfertigkeit zu berücksichtigen ist.

Eine rein marktwirtschaftlich orientierte Wohnungswirtschaft alleine kann den Mangel offenkundig nicht beheben, da Neubauten vor allem im gewinnträchtigen gehobenen und luxuriösen Marktsegment errichtet werden und hierin in einigen Städten bereits ein Überangebot besteht. Auch führt Spekulation dazu, dass Grundstücke in der Hoffnung auf weitere Preissteigerung nicht bebaut werden. Ebenso bleiben Eigentumswohnungen oft längere Zeit unvermietet, da eine leere Wohnung leichter verkäuflich ist und der Eigentümer sich kurzfristig einen größeren Gewinn erhofft als langfristig durch Mieteinnahmen zu erzielen wäre (sogen. spekulativer Leerstand). In Frankreich senkte eine Steuer auf leerstehende Immobilien erfolgreich die Leerstandsquote.
Da beim Wohnraummangel die Verhandlungsmacht bei den Vermietern liegt, ist der Wohnungsmarkt ein Vermietermarkt, denn die Vermieter können als Vertragspartei die Mietbedingungen weitgehend diktieren.
Die Stellplatzsatzung zwingt Bauherren je nach Ortslage Parkplätze bzw. Tiefgaragen zu bauen. Diese zusätzlichen Kosten bzw. der benötigte Platz verringern den verfügbaren Wohnraum.

## Situation in Deutschland

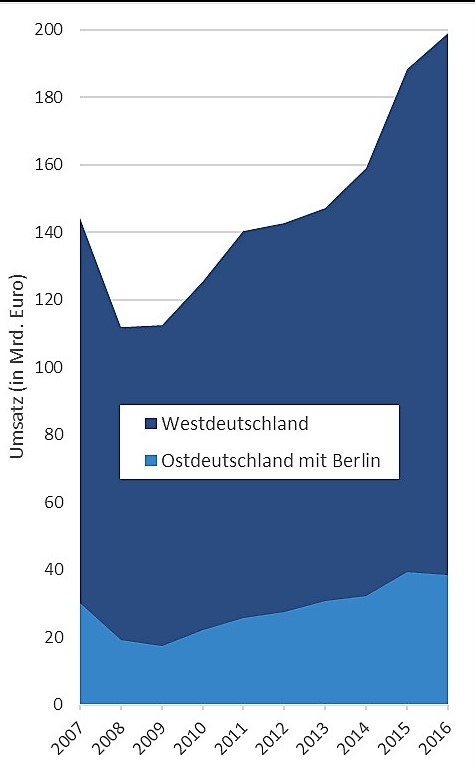
Verlauf des Umsatzes mit bebauten und unbebauten Immobilien in Deutschland (in Mrd. Euro).

Deutschland ist seit jeher eine Nation der Mieter. In keinem anderen EU-Staat ist die Eigentumsquote beim Wohnraum geringer als hier.
Die seit der Wiedervereinigung geforderte Entbürokratisierung und Entschlackung baurechtlicher Vorschriften zur Verbilligung und Vereinfachung des Wohnungsbaus, wurde von der Politik bisher nicht aufgegriffgen.
Die im April 2018 in Deutschland aufgekommene Forderung nach Enteignung von privatwirtschaftlichen Wohnungsunternehmen, wurde von Vertretern des arbeitgebernahen IDW kritisiert. Der Staat würde bei einer Enteignung aufwendig entschädigen und die Verantwortung übernehmen müssen. Der Wohnraummangel sei zudem eine Angebotslücke, die nicht dadurch beseitigt werde, dass nicht mehr ein Wohnungsunternehmen, sondern der Staat Gesellschafter sei. Die mit dem Wohnraummangel verbundenen Forderungen nach Neubauten sah dagegen Schönig, Professorin für Stadtplanung an der Bauhaus-Universität, nicht als Lösung. Bezahlbarer und zumutbarer Wohnraum für untere und mittlere Einkommensschichten befinde sich vor allem im Bestand, der durch Neubauten nicht günstiger werde. Enteignungen beurteilte sie als eine angemessene Maßnahme für eine soziale Wohnraumversorgung.
Im Jahr 2023 wurden in Deutschland 294.400 Wohnungen gebaut. Wie das Statistische Bundesamt (Destatis) mitteilte,  waren das 0,3 % oder 900 Wohnungen weniger als im Vorjahr. Damit hat sich die Zahl der jährlich fertiggestellten Wohnungen seit dem Jahr 2021 kaum verändert (2021: 293 400; 2022: 295 300). Zuvor war die Zahl der Wohnungen von 159.800 im Jahr 2010 bis auf 306.400 Wohnungen im Jahr 2020 gestiegen.
Rückläufig ist die Zahl der Baugenehmigungen. Im März 2024 wurde in Deutschland der Bau von 18.500 Wohnungen genehmigt. Wie das Statistische Bundesamt (Destatis) im Mai 2024 mitteilte, waren das 24,6 % oder 6.000 Baugenehmigungen weniger als im März 2023. Im Vergleich zum März 2022 sank die Zahl der Baugenehmigungen sogar um 46,9 % oder 16 300 Wohnungen. Im gesamten 1. Quartal 2024 wurden 53.500 Wohnungen genehmigt. Das waren 22,2 % oder 15.200 Wohnungen weniger als im Vorjahresquartal.
Im Jahr 2019 lehnten 70 % der Deutschen Enteignungen von Großkonzernen ab, während 89 % der Befragten den Neubau von Sozialwohnungen als gut oder sehr gut geeignet sahen, um bezahlbaren Wohnraum zu schaffen.
Anfang der 2020er Jahre forderten unter anderem der Deutsche Mieterbund und Die Linke, eine Option auf Wohnungstausch von Senioren und jungen Familien im Mietrecht zu verankern.

### Ursachen der aktuellen Wohnungsnot
Als Ursachen der aktuellen Wohnungsnot gelten unter anderem:
- Der soziale Wohnungsbau wurde nach der Wende weitgehend eingestellt. Infolgedessen fallen immer mehr Wohnungen aus der Sozialbindung, ohne dass neue Wohnungen hinzukämen. Manche Städte, wie etwa Dresden, verkauften ihren Bestand an Sozialwohnungen vollständig an private Investoren.
- die Bevölkerung ist seit 2011 um über 3 Mio. Einwohner gestiegen.
- Die Baukosten sind in den letzten Jahren enorm gestiegen. Kritisiert wird in diesem Zusammenhang insbesondere die Energieeinsparverordnung mit der Pflicht zum umfassenden Dämmen von Wohngebäuden. Die 2017 gewählte Landesregierung in Nordrhein-Westfalen will über eine Bundesratsinitiative die Energieeinsparverordnung zunächst für drei Jahre aussetzen.[20]
- Infolge der Niedrigzinspolitik der Europäischen Zentralbank wenden sich Investoren und Spekulanten zunehmend Immobilien zu, dem sog. Betongold. Teilweise wird Bauerwartungsland gekauft, um auf höhere Preise zu spekulieren und dieses Bauland später zu höheren Preisen wieder zu verkaufen. So wollen in über 60 % der Fälle von Nicht-Bebauung Besitzer weder selbst bebauen noch verkaufen, da sie den Baugrund für spätere Generationen zurückhalten und in etwa ein Drittel der Fälle auf Grundstücksspekulationen setzen.[21] In Berlin wurden von 22.000 erteilten Baugenehmigungen lediglich 40 Prozent realisiert, die anderen 60 Prozent sind ungenutzt. Infolge der Spekulation haben sich die Preise für Bauland in Städten wie Frankfurt seit 2014 verdoppelt, die Preise für Wohneigentum sind um 50 Prozent gestiegen.[22]
- Bauherren konnten aufgrund der niedrigen Zinsen, bei gleicher monatlicher Belastung (Kapitaldienst), einen höheren Kaufpreis zahlen. Mit dem deutlichen Anstieg der Zinsen scheinen die Preise wieder zu fallen.[23]
- Neue Wohnungen werden auch am Bedarf vorbei gebaut. So werden in Städten von Investoren oft Luxuswohnungen gebaut, die für die breite Bevölkerungsschicht als unerreichbar gelten. Zudem werden überwiegend große Wohnungen gebaut, obwohl derartige Wohnungen ausreichend am Wohnungsmarkt vorhanden sind und es vielmehr an kleinen Ein- und Zweiraumwohnungen fehlt.[24] Auf dem Land entstehen ganze Siedlungen mit Eigentumswohnungen und Häusern, für die eine entsprechende Nachfrage fehlt, teilweise wird bis zu 28-Mal so viel Eigentum errichtet wie eigentlich an Bedarf vorhanden wäre.[25] (Siehe auch: Gentrifizierung)
- Durch eine zunehmende Konzentration der Bevölkerung in Deutschland in wenigen Großstädten kommt es zu einem regionalen Auseinanderfallen von Angebot und Nachfrage. Bundesweit standen 2017 2,14 Millionen Wohnungen leer, dies entspricht 5,2 % des Wohnungsbestands, jedoch betrifft dieser Wohnungsleerstand vor allem ländliche und strukturschwache Regionen und überschreitet dort regional mehr als 10 % des Wohnungsbestands, während gleichzeitig in einzelnen Großstädten und wirtschaftlich starken Regionen ein erheblicher Nachfrageüberhang für Wohnraum besteht.[26]
- Kurzzeitvermietungen von Wohnraum oder eine Umwandlung in Ferienwohnungen können die betreffende Wohnung dem Wohnungsmarkt entziehen. Beispielsweise wurden bei Airbnb 2020 in Berlin pro Monat durchschnittlich 10.000 Wohnungen angeboten.[27] Diese Verknappung des Angebots kann zu Mietsteigerungen führen. So steigen laut einer Studie des DIW durch eine zusätzliche Airbnb-Unterkunft die Angebotsmieten im direkten Umfeld im Durchschnitt um 13 Cent pro Quadratmeter. Um die Zweckentfremdung von Wohnraum einzuschränken, planten oder verabschiedeten beginnend mit Berlin seit 2014 mehrere Bundesländer Gesetze. Durch das Zweckentfremdungsverbot in Berlin sei das Angebot an Mietwohnungen wieder gestiegen, wodurch die Mieten etwas gesunken seien.[28]

Kritisiert wird, dass inzwischen auch die Träger der freien Wohlfahrtspflege keine Wohnungen auf dem Wohnungsmarkt schaffen und infolgedessen zunehmend Personen, die zu sozialen Randgruppen gehören, wie Alleinerziehende oder Behinderte, obdachlos werden könnten. Hinzu kommt, dass Mietverträge mit Trägern der freien Wohlfahrtspflege dem Gewerbemietrecht unterliegen. Die Anmietung erfolgt, um diese Wohnungen an Bedürftige unterzuvermieten. Somit besteht  kein Kündigungsschutz wie dies bei direkten Wohnraummietverträgen der Fall ist. Bundestagsabgeordnete wie Corinna Rüffer fordern deshalb eine Ausweitung des Kündigungsschutzes für Wohnraummietverträge.

### Lösungsansätze
- Mietpreisdeckel:[31] In Berlin wurde 2020 der sog. Mietpreisdeckel eingeführt. Ziel war es die Mietpreise daran zu hindern weiter zu steigen. Dieser wurde jedoch am 15. April 2021 vom Bundesverfassungsgericht gekippt.[32]
- Zinsen für fremd genutzten Wohnraum von der Steuer absetzen: Diese Zinsen können in Deutschland von der Steuer abgesetzt werden.[33] Dies sollte Investoren dazu ermutigen neuen Wohnraum zu schaffen.
- Zinsen für selbst genutzten Wohnraum von der Steuer absetzen: Von 1951 bis 2006 konnten in Deutschland Teile der Kosten und Zinsen für selbst genutzten Wohnraum von der Steuer abgesetzt werden.[34] Die Niederlande handhaben das seit 2024 so.[35] „Die am meisten verbreitete Form der Unterstützung für Wohnungseigentümer [innerhalb der EU] sind Steuerentlastungen für Hypothekenzinsen [...].“[36]
- Förderung - statt Enteignung - von Wohnungsgenossenschaften: Genossenschaften gerieten lange aus dem Fokus der Öffentlichkeit. Im Zuge des Wohnraummangels werden diese jedoch häufiger in Betrachte gezogen. Das hat zur Folge, dass es in Ballungsgebieten immer schwieriger wird Genossenschaftsanteile zu erwerben. Wer jedoch die Möglichkeit hat Anteile zu erwerben (und somit Miteigentümer des gesamten Wohnraums einer Genossenschaft werden kann und möchte), kann von KfW Förderungen gebraucht machen.[37] Von der gleichen Förderung können auch Genossenschaften selbst profitieren, um Wohnraum für ihre Mitglieder zur Verfügung zu stellen (Bau oder Kauf).[38]

- Umwandlung von Büroflächen zu Wohnraum: Vor dem Hintergrund von Leerständen und gleichzeitigem Wohnraummangel in Städten werden Möglichkeiten und Grenzen bei der Umwandlung von Büroflächen in Wohnraum eruiert. Verschiedenen Perspektiven werden analysiert, darunter baurechtliche, chronologische, typologische, technische, wirtschaftliche sowie Erschließungsaspekte und Grundrissvarianten. Umnutzungen bieten ein bedeutendes Potenzial zur Linderung des Wohnraummangels in deutschen Großstädten. Aufgrund des deutschen Baurechts sind sie jedoch mit erheblichen technischen und wirtschaftlichen Herausforderungen verbunden. Die Umnutzung erzeugt in Deutschland erhebliche Kosten, da umfassende bauliche Veränderungen erforderlich sind. Dies führt dazu, dass viele der potenziellen Umnutzungen wirtschaftlich nicht rentabel sind, insbesondere wenn das Ziel die Schaffung von bezahlbarem Wohnraum ist. Um das Potenzial auszuschöpfen, wären innovative Konzepte und ein unbürokratisches Zusammenwirken zwischen Politik, Stadtplanung, Eigentümern und Immobilienwirtschaft erforderlich.[39][40]

### Folgen
Die Folgen des Wohnraummangels sind vielschichtig und komplex – nur ein Teil davon findet üblicherweise Einzug in die politische Diskussion.
Zu den Folgen des Wohnraummangels zählen beispielsweise hohe Mieten, die einen beträchtlichen Teil des verfügbaren Einkommens binden, der dann für Konsumausgaben oder zur Bildung von Altersrücklagen fehlt (siehe private Liquiditätsrechnung). Durch steigende Mietbelastungsquoten erhöhen sich die Finanzrisiken der Privathaushalte. Auch das Pendeln über weitere Strecken mit den damit verbundenen ökologischen und gesundheitlichen Folgen ist ein Resultat fehlenden Wohnraums. Nicht zuletzt führt der Mangel an Wohnungen zu einer geringeren Dynamik innerhalb des Wohnungsmarkts, sodass Menschen, die einmal eine Wohnung gefunden haben nicht mehr umziehen, da eine neue Wohnung deutlich teurer ist als die alte, selbst wenn diese inzwischen zu groß ist oder nicht mehr zur Lebenssituation passt.
Besonders problematisch kann der Wohnraummangel für Menschen werden, die bestimmte Sozialleistungen erhalten: Menschen müssen ihre Wohnung unter Umständen aufgeben, wenn die Größe der Wohnung für den Hausstand als unangemessen eingestuft wird (Beispiel: 2 Personen über 60 m², bei 4 über 80 m²). In solchen Fällen kann gefordert werden, dass der Betroffene die Wohnung aufgibt und eine „angemessene“ Wohnung findet. Da die Behörden aber oft mit veralteten Mietspiegeln arbeiten bzw. die Mieten bei Neuvermietung erheblich von den Bestandsmieten abweichen, werden Betroffene entgegen der gesetzlichen Konzeption häufig in wenige soziale Brennpunkte mit günstigen Mieten verdrängt – oft verbunden mit der Teilaufgabe eines langjährigen gewachsenem, sozialen Umfelds. Besonders tragisch scheint ein solcher Wegzug natürlich für schulpflichtige Kinder.
Für zukünftige Rentner ist zu erwarten, dass nach Jahrzehnten des Wohnraummangels und steigender Mieten, wo während einer aktiven Beschäftigung ein Mietpreisniveau akzeptiert wurde, welches als Rentenbezieher zukünftig nur sehr schwer aufrechtzuerhalten sein wird, ebenfalls erzwungene Umzüge stattfinden werden. Noch fehlen entsprechend angelegte Großstudien, aber die Problematik „zu erwartende Mini-Rente trifft auf Top-Mieten“ ist – zumindest in Ballungsgebieten – nicht von der Hand zu weisen.
Für Familien können die Folgen des Wohnraummangels ebenfalls dramatisch sein: Dabei geht es nicht immer nur um beengte Wohnverhältnisse. Junge Erwachsene aus einkommensschwachen Familien können je nach persönlichen Einkommensverhältnissen (Berufsanfänger) gezwungen sein, die Stadt ihrer Eltern, ihre Heimatstadt zu verlassen und besonders in Ballungsgebieten in weit entfernte Wohnorte zu ziehen. Das hat nicht nur einen Effekt auf das Sozial- sondern auch auf das Familienleben.
Wohnraumnot bzw. die daraus resultierenden Mieten haben auch einen Effekt auf die kreative, innovative Kraft bzw. die Kultur einer Stadt – häufig sind kreativschaffende auf niedrige Fixkosten für Wohnraum in ganz besonderer Form angewiesen. Am Beispiel von Berlin ist dies objektiv nachverfolgbar: Als Wohnraum noch günstig war, wurde Berlin zu einer Metropole für Kreative und Start-Ups. Mit den sich stetig erhöhenden Mieten droht Berlin diese Attraktivität zu verlieren.
Ferner leidet mitunter auch die Immobiliensubstanz unter dem Wohnraummangel, da renditeorientierte Vermieter auch mit sparsamer oder unterlassener Instandhaltung von Wohngebäuden ohne Probleme Mieter finden.

### Statistik
Die folgende Tabelle zeigt die Entwicklung zwischen dem 31. Dezember 2011 bis zum 31. Dezember 2016 für die 15 größten Städte in Deutschland. Da in der Bundesrepublik durchschnittlich etwa zwei Personen pro Haushalt leben, spannt sich der Wohnungsmarkt bei einem Verhältnis über zwei neuen Einwohnern pro neuer Wohnung weiter an, ein Verhältnis unter zwei stünde für eine Entspannung am lokalen Wohnungsmarkt. Zu beachten ist, dass in einigen Städten noch vorhandene Leerstandsreserven genutzt werden konnten, besonders in Leipzig (dort lag die Leerstandsquote zum Zensus 2011 noch bei 12,1 % des Gesamtbestandes), in geringem Maß auch in Duisburg, Dresden, Essen und Dortmund.
| Entwicklung in den 15 größten Städten vom 31. Dezember 2011 bis zum 31. Dezember 2016 | Entwicklung in den 15 größten Städten vom 31. Dezember 2011 bis zum 31. Dezember 2016 | Entwicklung in den 15 größten Städten vom 31. Dezember 2011 bis zum 31. Dezember 2016 | Entwicklung in den 15 größten Städten vom 31. Dezember 2011 bis zum 31. Dezember 2016 |
| Stadt                                                                                 | Bevölkerungs- entwicklung                                                             | Fertiggestellte Wohnungen                                                             | Neue Einwohner pro neuer Wohnung                                                      |
| ------------------------------------------------------------------------------------- | ------------------------------------------------------------------------------------- | ------------------------------------------------------------------------------------- | ------------------------------------------------------------------------------------- |
| Berlin                                                                                | +248.828                                                                              | 35.087                                                                                | 7,1                                                                                   |
| Hamburg                                                                               | +92.251                                                                               | 30.062                                                                                | 3,1                                                                                   |
| München                                                                               | +99.381                                                                               | 30.179                                                                                | 3,3                                                                                   |
| Köln                                                                                  | +62.270                                                                               | 15.398                                                                                | 4,0                                                                                   |
| Frankfurt am Main                                                                     | +59.881                                                                               | 16.016                                                                                | 3,7                                                                                   |
| Stuttgart                                                                             | +37.017                                                                               | 8.082                                                                                 | 4,6                                                                                   |
| Düsseldorf                                                                            | +20.837                                                                               | 7.422                                                                                 | 2,8                                                                                   |
| Dortmund                                                                              | +14.410                                                                               | 4.403                                                                                 | 3,3                                                                                   |
| Essen                                                                                 | +17.184                                                                               | 3.432                                                                                 | 5,0                                                                                   |
| Leipzig                                                                               | +61.045                                                                               | 4.261                                                                                 | 14,3                                                                                  |
| Bremen                                                                                | +21.676                                                                               | 7.585                                                                                 | 2,9                                                                                   |
| Dresden                                                                               | +29.407                                                                               | 7.169                                                                                 | 4,1                                                                                   |
| Hannover                                                                              | +23.379                                                                               | 4.422                                                                                 | 5,3                                                                                   |
| Nürnberg                                                                              | +21.543                                                                               | 6.681                                                                                 | 3,2                                                                                   |
| Duisburg                                                                              | +12.375                                                                               | 2.179                                                                                 | 5,7                                                                                   |